# Собор Непорочного Зачатия Девы Марии (Комаягуа)
Собор Непорочного Зачатия Девы Марии (исп. Catedral de la Inmaculada Concepción ) — кафедральный храм епархии Комаягуа Римско-католической церкви в городе Комаягуа в Гондурасе . Храм освящён в честь Непорочного Зачатия Девы Марии. Один из старейших соборов в Центральной Америке, чьё строительство длилось с 1634 года по 8 декабря 1711 года. Храм был освящён в 1715 году.
Строительство собора было начато Алонсо Варгас-и-Абаркой, епископом Комаягуа, и было продолжено при его преемниках — епископе Хуане Перес-Карпинтеро и епископе Антонио Лопес де Гвадалупе. Большая часть строительных работ пришлась на 1685—1715 годы.
Храм в форме латинского креста с тремя нефами с бочкообразными сводами, с пятью проёмами и пресвитерием, покрытыми тремя полусферическими куполами. В пристройке находится капелла Святых Даров. На главном алтаре — золотой деревянный алтарь с изображением Непорочного Зачатия, созданный в 1620 году Франсиско де Окампо и подаренный городу испанским королем Филиппом III. Восемь картин, украшающих стены в храме, были подарены ему испанским королём Филиппом VI. В соборе также хранится Распятие 1620 года, выполненное Андресом Окампо, скульптором из Кордовы.